# Mosquée Abou Hanîfa

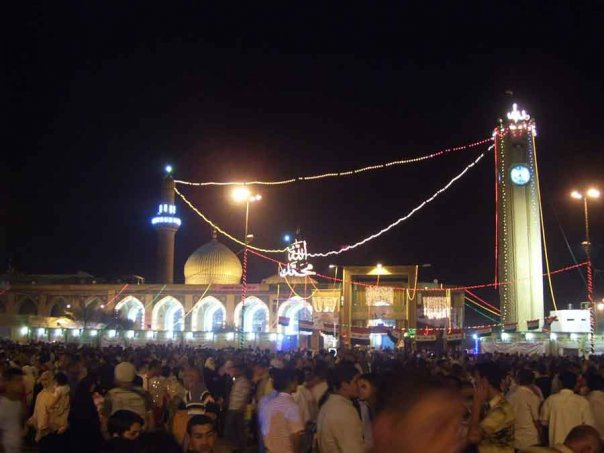
La mosquée Abou Hanîfa (2008).

La mosquée Abou Hanîfa (arabe : مسجد أبي حنيفة, masjid abī ḥanīfah), appelée également Imam al-Adham, c'est-à-dire « le plus grand imam »), est une des plus importantes mosquées sunnites de Bagdad, en Irak. Elle se trouve dans le quartier sunnite de al-Aʿdhamiyah (ألأعظمية en arabe) de Bagdad, au nord-est de la ville.

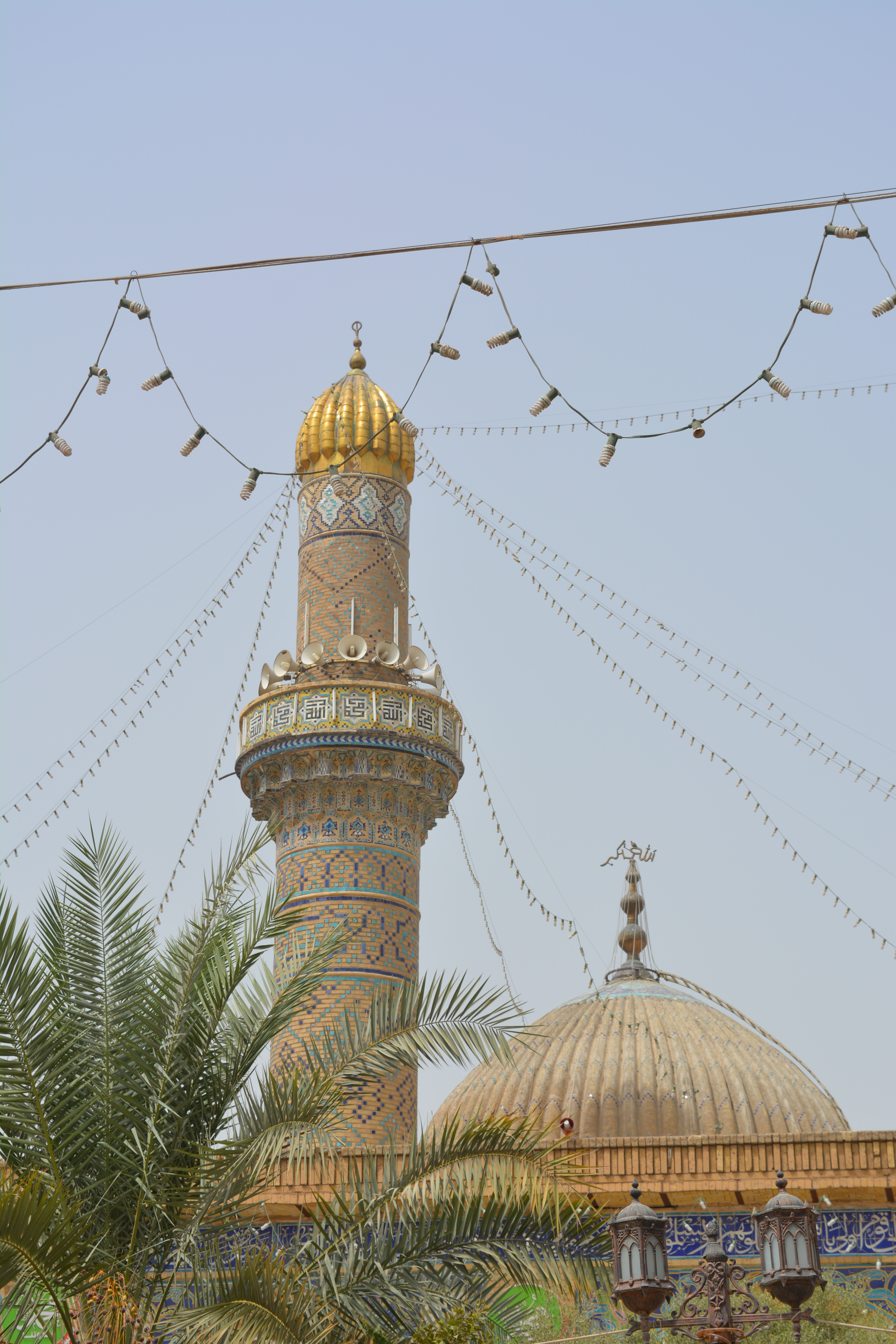
mosquée Abou Hanîfa 2015

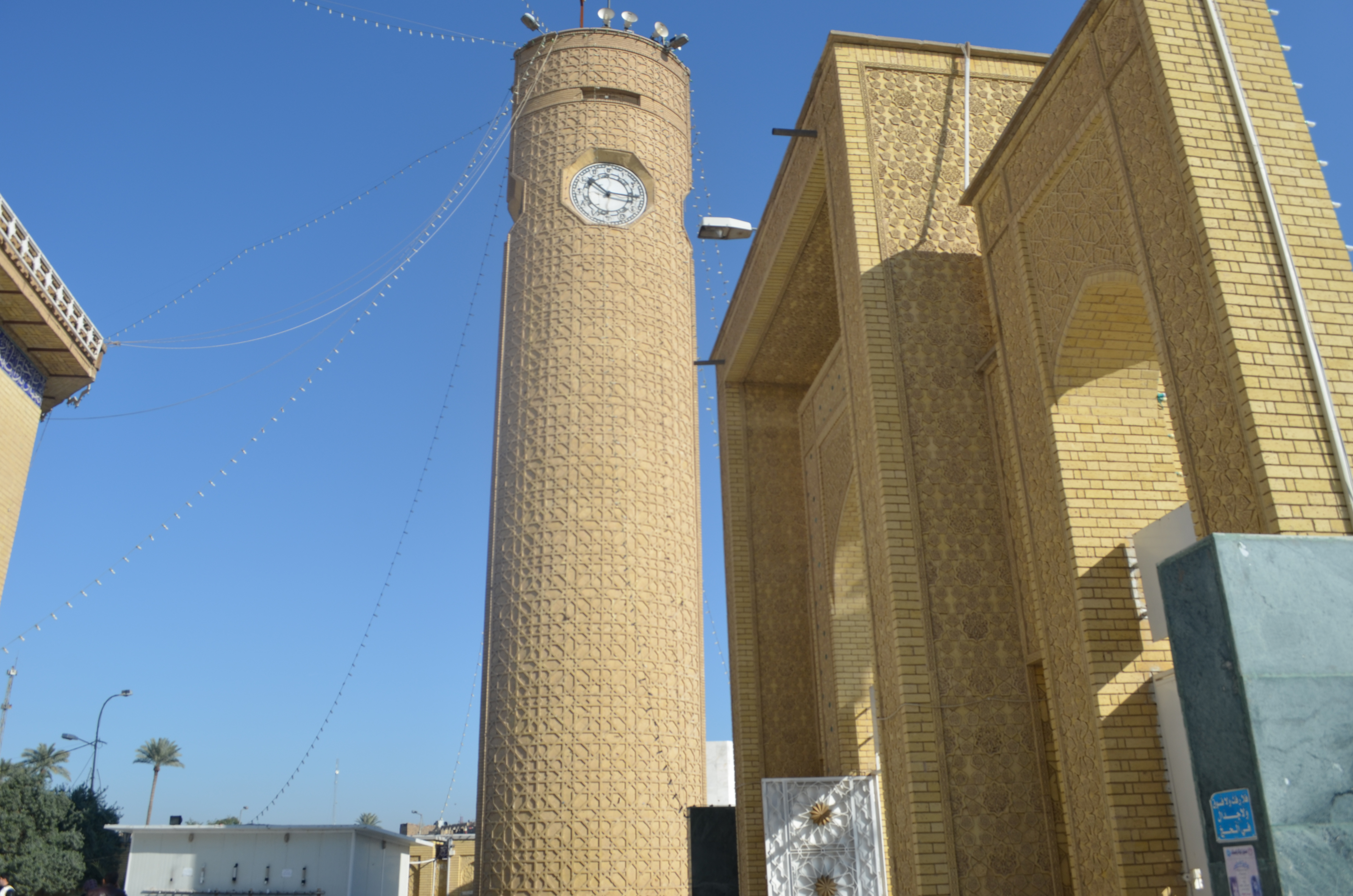
Tour à horloge.

Elle est construite non loin de la tombe d’Abou Hanîfa, fondateur de l’école hanafite de fiqh (jurisprudence). Les troupes américaines l'endommagent le 11 avril 2003 : sa tour à horloge est touchée par une roquette.